# Nelson Bonilla
Nelson Wilfredo Bonilla Sanchez (San Salvador, 11 settembre 1990) è un calciatore salvadoregno, attaccante del Terengganu e della nazionale salvadoregna.

## Palmarès

### Club

#### Competizioni nazionali
- Campionato salvadoregno: 1

Alianza: 2011